# Wöszupchen
Wöszupchen, 1936 bis 1938: Wöschupchen, 1938 bis 1945: Auengrund, litauisch Vėžupiai, ist ein verlassener Ort im Rajon Krasnosnamensk der russischen Oblast Kaliningrad.
Die Ortsstelle befindet sich unweit südlich der Regionalstraße 27A-012 (ex R 509) sieben Kilometer westlich von Kutusowo (Schirwindt).

## Geschichte

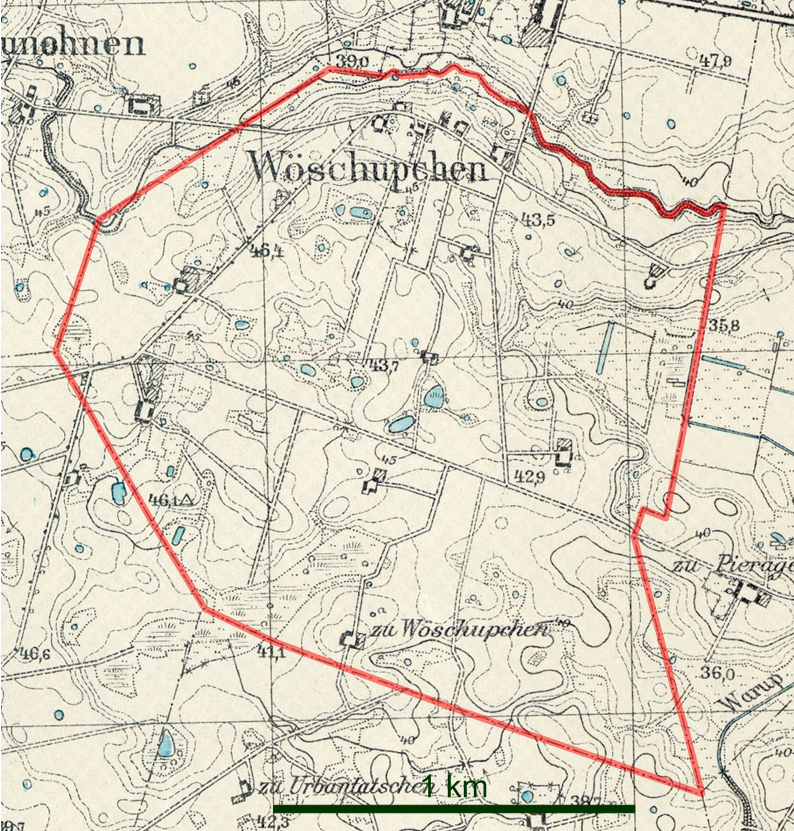
Die Gemeinde Wöschupchen auf einem Messtischblatt von 1937

Der Ort wurde seit 1660 erwähnt und zunächst mit Weschupchen, Weschupjen und Weszupchen bezeichnet. Um 1780 war Wöszupchen ein königliches Bauerndorf. 1874 wurde die Landgemeinde Wöszupchen in den neu gebildeten Amtsbezirk Pieraggen im Kreis Pillkallen eingegliedert. 1936 wurde die Schreibweise des Ortes in Wöschupchen geändert und 1938 wurde er in Auengrund umbenannt. 1945 kam der Ort in Folge des Zweiten Weltkrieges mit dem nördlichen Ostpreußen zur Sowjetunion. Einen russischen Namen erhielt er nicht mehr.

### Einwohnerentwicklung
| Jahr | Einwohner |
| ---- | --------- |
| 1867 | 142       |
| 1871 | 131       |
| 1885 | 118       |
| 1905 | 86        |
| 1910 | 91        |
| 1933 | 72        |
| 1939 | 65        |

## Kirche
Wöszupchen/Auengrund gehörte zum evangelischen Kirchspiel Schirwindt.